# Menhir von Cam Louis

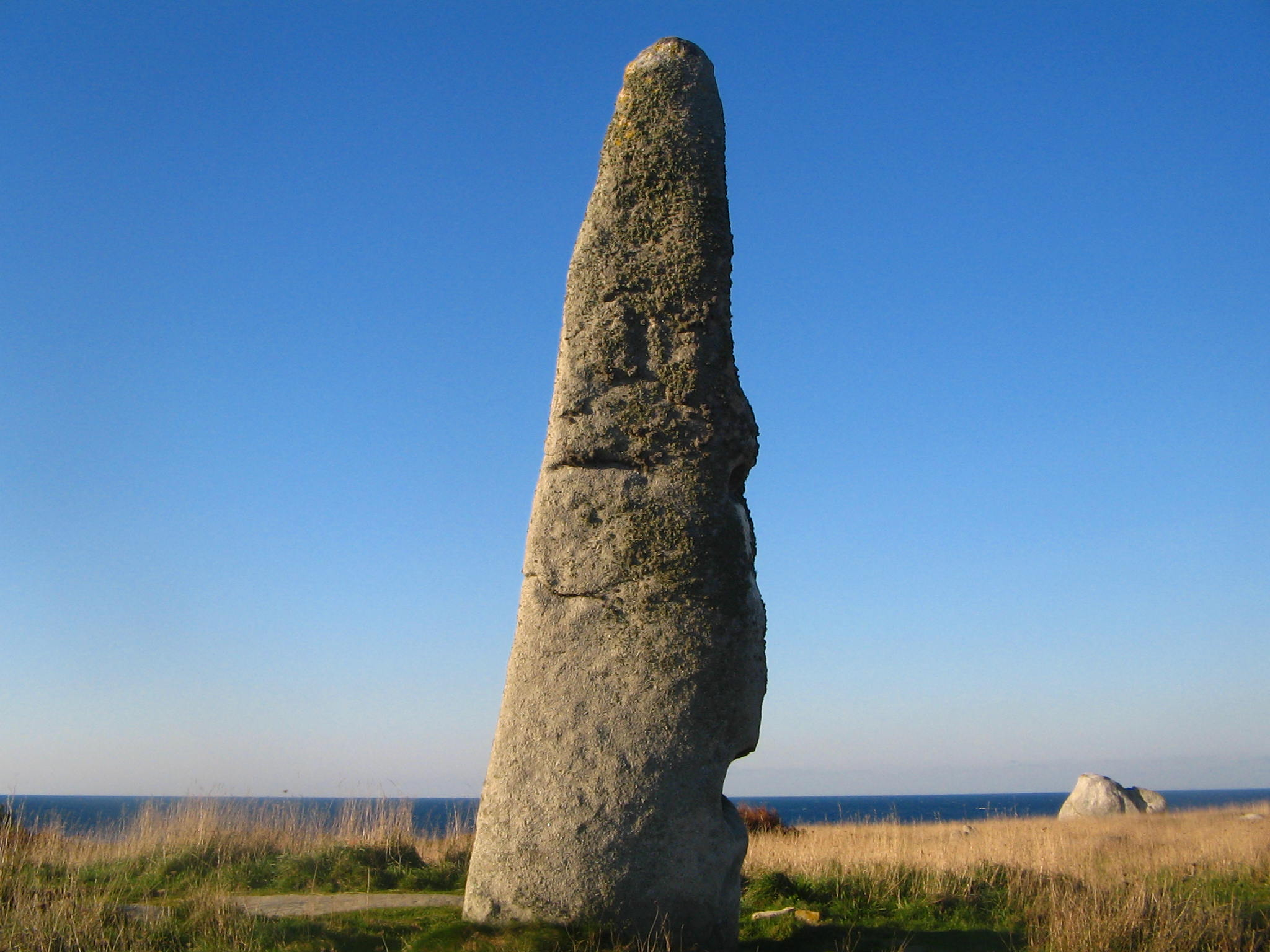
Menhir von Cam Louis

Der Menhir von Cam Louis (auch Menhir von Pors Néjen genannt) steht am Strand der Bucht von Cam Louis im Nordosten von Plouescat im Norden des Departements Finistère in Frankreich, wo er auch als Seezeichen dient(e). 
Der mehr als 7,0 Meter hohe Menhir, ist der siebthöchste in Frankreich und seit 1909 geschützt.
In der Nähe befinden sich der liegende Grand Menhir von Saint-Eden, der Menhir d’Irvit, der Menhir von Porz Ar Stréat, der Menhir von Prat Meur und der Menhir von Kergallec.